# Doktor Zoidberg
Doktor Zoidberg – postać fikcyjna, bohater popularnego serialu animowanego Futurama Matta Groeninga. Jest to kosmita, pochodzący z planety Decapod 10. Jako postać fikcyjna jest skorupiakiem. 
Pracuje w Planet Express, firmie należącej do Profesora Huberta Farnswortha, jako teoretyczny specjalista od chorób ludzkich. Często wyraża zdumienie, słysząc np. o systemie kostnym u człowieka, ma także problemy z odróżnianiem płci. Jednak w sytuacjach krytycznych wykazuje niezwykły kunszt lekarski, np. w jednym z odcinków uratował Fry'a, przyszywając jego głowę do ciała Amy.
Zoidberg jest postacią samotną. Mimo więzi z przyjaciółmi z firmy, tak naprawdę jest przez nich niezrozumiany. Często ignorowany i odsuwany na drugi plan, do tego nie posiada nigdy środków pozwalających choćby na zakupienie śniadania, gdyż odebrano mu jego kartę kredytową; jest jednocześnie jedną z najzabawniejszych i najsympatyczniejszych postaci w serii.
Głosu w angielskiej wersji użyczył postaci Billy West.